# Heteroxynematinae
Die Heteroxynematinae sind eine Unterfamilie der Pfriemenschwänze mit 35 Arten. Sie sind Parasiten bei Vögeln und Nagetieren, eine Gattung kommt bei Hasenartigen vor.

## Merkmale
Heteroxynematinae haben die Merkmale der Heteroxynematidae. Pharynx und Mundstrukturen sind einfach gebaut. Das letzte Paar der Analpapillen der Männchen ist, mit Ausnahme von Fastigiurus prudhoei, isoliert am Ende der Bursa copulatrix angeordnet. Der Drüsenteil des Ovijektors der Weibchen ist nie als vergrößerter Ring am körperfernen Ende der Vagina ausgebildet. Die Eier haben kein Operculum.

## Systematik
Zur Unterfamilie gehören 10 Gattungen:
- Aspiculuris Schulz, 1927
- Dentostomella Schulz & Krepkogroskaja, 1932
- Dermatopallarya Skrjabin, 1924
- Eudromoxyura Anderson & Prestwood, 1972
- Fastigiuris Babaev, 1966
- Heteroxynema Hall, 1916
- Ivaschkinonema Erkulov, 1975
- Kahmannia Mas, Coma & Esteban, 1982
- Rauschoxyuris Quentin, 1975
- Syphaciella Moennig, 1923